# Olga Marçal Correia da Silva

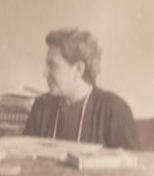

Nasceu em Cernache de Bonjardim, na Casa da Rua Torta, em 1902.
Com o seu marido Ilídio Correia da Silva Dias esteve em Angola na década vinte do século passado, onde este foi agente civilizador da Primeira República Portuguesa.
De regresso a Portugal em meados dos anos trinta, ajudou na criação do Colégio Nun'Álvares de Tomar, nomeadamente da secção feminina do mesmo.

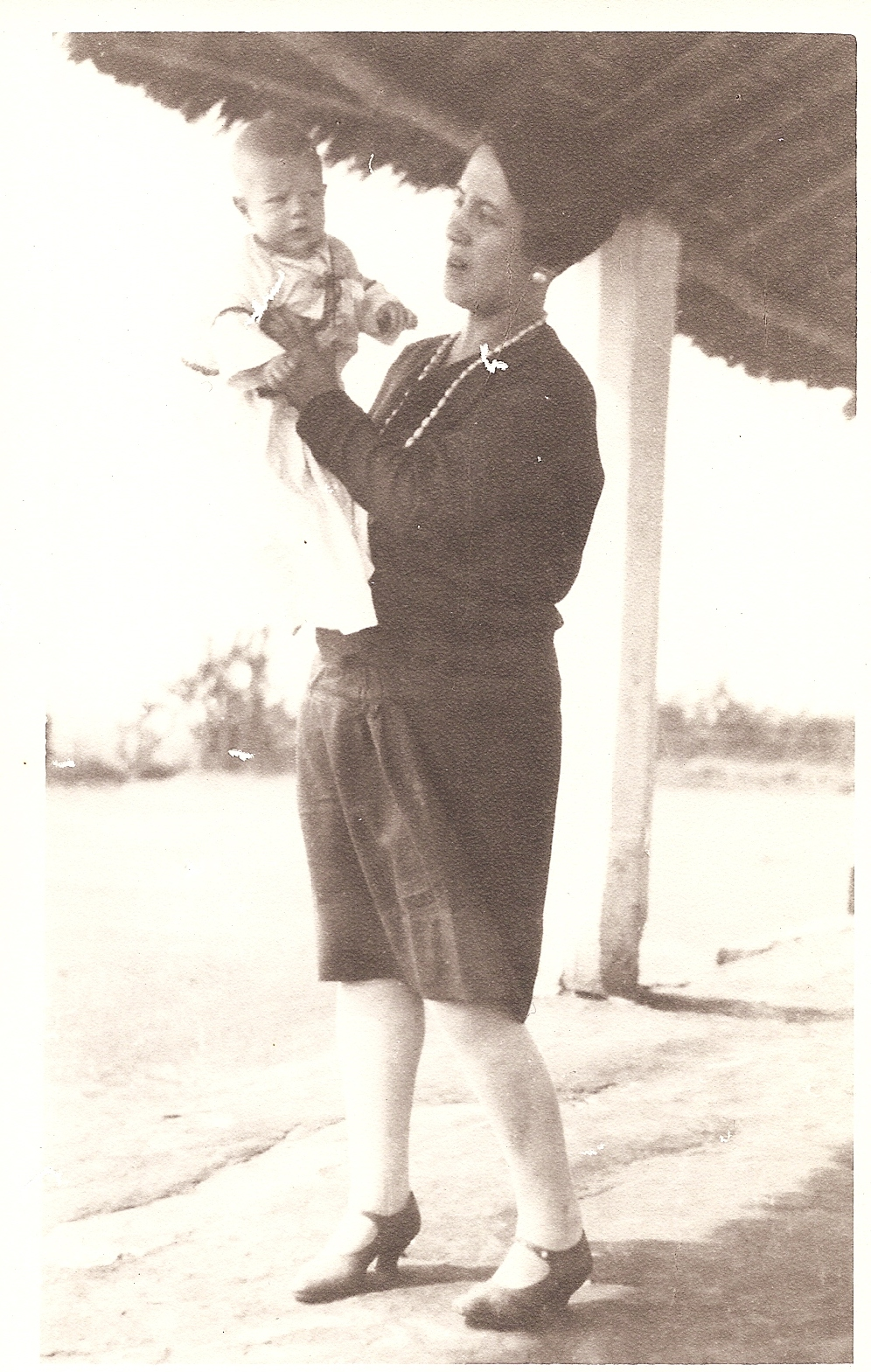

Estruturou a metodologia de ensino feminino, numa época em que a sociedade não abraçava a mulher profissional e formada.
Lutou contra a discriminação sexual, promovendo uma educação da mulher voltada para o futuro.
Em abono da verdade, a primeira metade do século vinte impôs ao sistema de ensino português, sobretudo o ensino secundário, uma evolução limitada pelas circunstâncias do Estado Novo. E em 1975 sofreu uma mudança significativa, tal como o país no seu todo.
Nem havia condições laborais adequadas e à luz daquilo que havia saído da Segunda Guerra Mundial no norte da Europa, nem os professores tinham espaço de manobra para poder exercer a sua actividade condignamente. Havia uma clivagem muito grande na sociedade, que não permitia o acesso ao ensino superior livre e democrático.
O seu esforço de criar uma entidade privada capaz de preencher certas lacunas do ensino em Portugal teve o mérito de formar muitos dos quadros que hoje em dia, sem isso, o país não teria.
Por meio deste Colégio, grandes nomes da sociedade portuguesa se formaram em todas as áreas, político, militar, jurídico, artístico, cultural e científico.
O seu apogeu teve lugar na década de 50 e 60, forjando uma reputação de ser um dos melhores estabelecimentos de ensino privado de Portugal .
Este Colégio foi frequentado por milhares de alunos de todas as regiões do País, do antigo Ultramar e do estrangeiro, de ambos os sexos e de todas as raças. Foi um alfobre de grandes nomes da elite portuguesa, em Portugal e nas ex-colónias, havendo figuras de destaque em praticamente todos os sectores, desde o político ao militar, passando pelo jurídico, artístico, cultural e científico: Vasco Pulido Valente; Manuel Peralta Godinho e Cunha; Camacho Costa; entre outros.
O Colégio Nun'Álvares de Tomar chegou a ser considerado um dos maiores e mais modelares estabelecimentos de ensino particular de Portugal.
Em Novembro de 1959, o Colégio Nun'Álvares de Tomar fundou a sua própria Revista intitulada CNA, dedicada às Artes, Letras, Ciências e Cultura, aberta à colaboração de professores e alunos.
Faleceu em 1973.